# Drak
Der Drak (oder auch Fürdrak, Drakel, Alf, Stöpke und Gluswanz genannt) ist ein fliegender Hausgeist. Obwohl er äußerlich einem Drachen ähnelt, hat er mit diesem wohl nichts gemeinsam. Wahrscheinlich leitet sich der Name auch nicht von Drakon ab, sondern vom englischen mandrake oder mandragora.
Er ist in Nord- und Mitteldeutschland beheimatet, sowie auch in angrenzenden slawischen Gebieten und bringt dem Bauer durch den Kamin Korn, Getreide, Butter, Speck, Schinken und Gold. Daher wurde vielen wohlhabenden Bauern auch nachgesagt, dass sie einen Drak in ihren Diensten hätten. Die meisten dieser Geister tragen Eigennamen, wie Steppchen, Alf, Langschwanz, Kortwämsken, Glüsteert (glühender Schwanz), Tragerl, Federhänschen und derlei. Die Namen sind dabei zumeist denen ähnlich, die auch Kobolde tragen, jedoch ist der Drak kein Kobold, auch wenn er viele Eigenschaften mit diesem teilt. Das Erscheinungsbild eines Drak ist das eines kleinen Drachen mit glühendem Schweif, mit dem er durch die Lüfte zieht. Im östlichen Pommern kennt man ihn als Alf und mancherorts auch als feurige Schlange mit Entenkopf oder als glühenden Kessel mit Schwanz. Er kann aber auch die Gestalt ändern und erscheint dann als feuriger Wiesbaum mit breitem Kopf, feuriger Kornsack oder andere Dinge dieser Art, er kann sich aber auch in Tiere verwandeln, zum Beispiel in eine graue Gans oder ein nasses Huhn. Man kann ihn, mithilfe bestimmter Formeln, dazu zwingen einen Teil seiner Schätze abzuwerfen. Beispiele für solche Formeln sind Halb Part oder lat fallen, wat nich dien hört (lass fallen, was nicht dir gehört). Letztere Formel erklärt auch, woher der Drak seine Schätze bezieht, indem er sie einfach an anderer Stelle stiehlt. Er verlangt von seinem „Besitzer“ stets gute Verpflegung. Es ist wahrscheinlich, dass der Glaube an den Drak durch Beobachtungen von Meteoriten, Sternschnuppen, Nordlicht oder dem Feuerschein eines Kamins entstand.
Ehm Welk beschreibt in seinem Roman Die Heiden von Kummerow das Wesen eines Draks, welchen angeblich der böse Müller Düker beherbergt.